# Харубін
Харубін (пол. Charubin) — село в Польщі, у гміні Турошль Кольненського повіту Підляського воєводства.
Населення — 297 осіб (2011).
У 1975-1998 роках село належало до Ломжинського воєводства.

## Демографія
Демографічна структура станом на 31 березня 2011 року:
|          | Загалом | Допрацездатний вік | Працездатний вік | Постпрацездатний вік |
| -------- | ------- | ------------------ | ---------------- | -------------------- |
| Чоловіки | 167     | 45                 | 109              | 13                   |
| Жінки    | 130     | 39                 | 64               | 27                   |
| Разом    | 297     | 84                 | 173              | 40                   |